# Giuseppe Picedi Benettini
Giuseppe Picedi Benettini (Sarzana, 28 gennaio 1923 – Bosco di Corniglio, 17 ottobre 1944) è stato un partigiano italiano, Medaglia d'argento al valor militare.
Nacque da una famiglia della nobiltà sarzanese. Non volendo che fosse privilegiato rispetto ai suoi coetanei meno abbienti,  venne fatto studiare nelle scuole pubbliche, dove si fece molti amici anche tra i figli dei suoi mezzadri e degli operai delle sue fattorie.
Di idee schiettamente democratiche, all'età di 21 anni scelse di unirsi alle forze partigiane attive sui monti dell'appennino tosco-emiliano. Col nome di battaglia Penola fu addetto dapprima a compiti di staffetta tra le varie unità partigiane della Val Parma e della Val d'Enza. In seguito fu nominato ufficiale di collegamento.
Un mattino del 17 ottobre 1944 Penola si trovava presso il Comando Unico dell'alta Val Parma, aqquartierato a Bosco di Corniglio, nelle vicinanze del Lago Santo. Un numeroso gruppo di soldati tedeschi, partiti dal passo del Cirone, raggiunse Bosco di Corniglio per un rastrellamento. Molti abitanti e partigiani, di fronte a forze soverchianti,  cercarono di mettersi in salvo con la fuga, ma egli rimase asserragliato, armato di tutto punto, in una stanza dell'albergo Ghirardini, nei pressi del Comando Unico della Val Parma. Tenne testa per diverse ore alle SS che sparavano all'impazzata contro le finestre dell'albergo, rispondendo al fuoco col suo fucile mitragliatore. Quando esaurì le munizioni una pallottola tedesca lo colpì al capo, ponendo fine alla sua eroica vita.
Nello stesso giorno caddero il comandante delle forze partigiane della Val Parma, Giacomo di Crollalanza (il mitico "Pablo") e i partigiani Enzo Gandolfi, Domenico Gervasi e Settimio Manenti.